# 卡尔·尼古拉斯
卡尔·尼古拉斯（英語：Carl Nickolas，2001年7月18日—），美国男子跆拳道运动员，2021年泛美跆拳道锦标赛男子80公斤金牌得主、2022年泛美跆拳道锦标赛男子80公斤金牌得主、2023年世界跆拳道锦标赛男子80公斤银牌得主。